# مارشال إل. شيبرد
مارشال إل. شيبرد هو قس وسياسي أمريكي، ولد في 10 يوليو 1899 في أوكسفورد في الولايات المتحدة، وتوفي في 21 فبراير 1967 في مستشفى جامعة بنسلفانيا في الولايات المتحدة. نشط حزبياً في الحزب الديمقراطي. وقد انتخب عضو مجلس نواب بنسيلفانيا ‏.